# Joan Ramon Bonet
Joan Ramon Bonet i Verdaguer (Palma de Mallorca, 13 de enero de 1944) es un fotógrafo y cantautor español en lengua catalana. Fue uno de los integrantes de Els Setze Jutges.

## Trayectoria artística
Hijo del periodista y escritor Juan Bonet, como cantante formó parte de Els Setze Jutges junto a su hermana Maria del Mar Bonet. Cantó entre 1963 y 1967 y grabó tres discos en solitario y uno con los Setze Jutges, compuso numerosos temas, posteriormente, abandonó la música y se dedicó profesionalmente a la fotografía.
En 1997, y de manera excepcional, participó en el concierto "El cor del temps", del 30 aniversario en el mundo de la música de su hermana en el Palau Sant Jordi de Barcelona donde interpretó de nuevo "Nova cançó de s'amor perdut", su gran éxito en los años 1960, que también ha cantado Joan Manuel Serrat, quien la grabó en su doble disco de homenaje a la Nova Cançó "Banda sonora d'un temps, d'un país" en 1996.
En 2007 fue galardonado con la Medalla de Honor del Parlamento de Cataluña por su contribución cultural como miembro de Els Setze Jutges. En 2009 recibió el Premi Xam d'Arts Plàstiques en homenaje a Pedro Quetglas Ferrer, "Xam".

## Discografía
- El vent em du (1965)[2]
- Alça la cara (1966)[3]
- No serem moguts (1967)[4]